# Dejan Despić

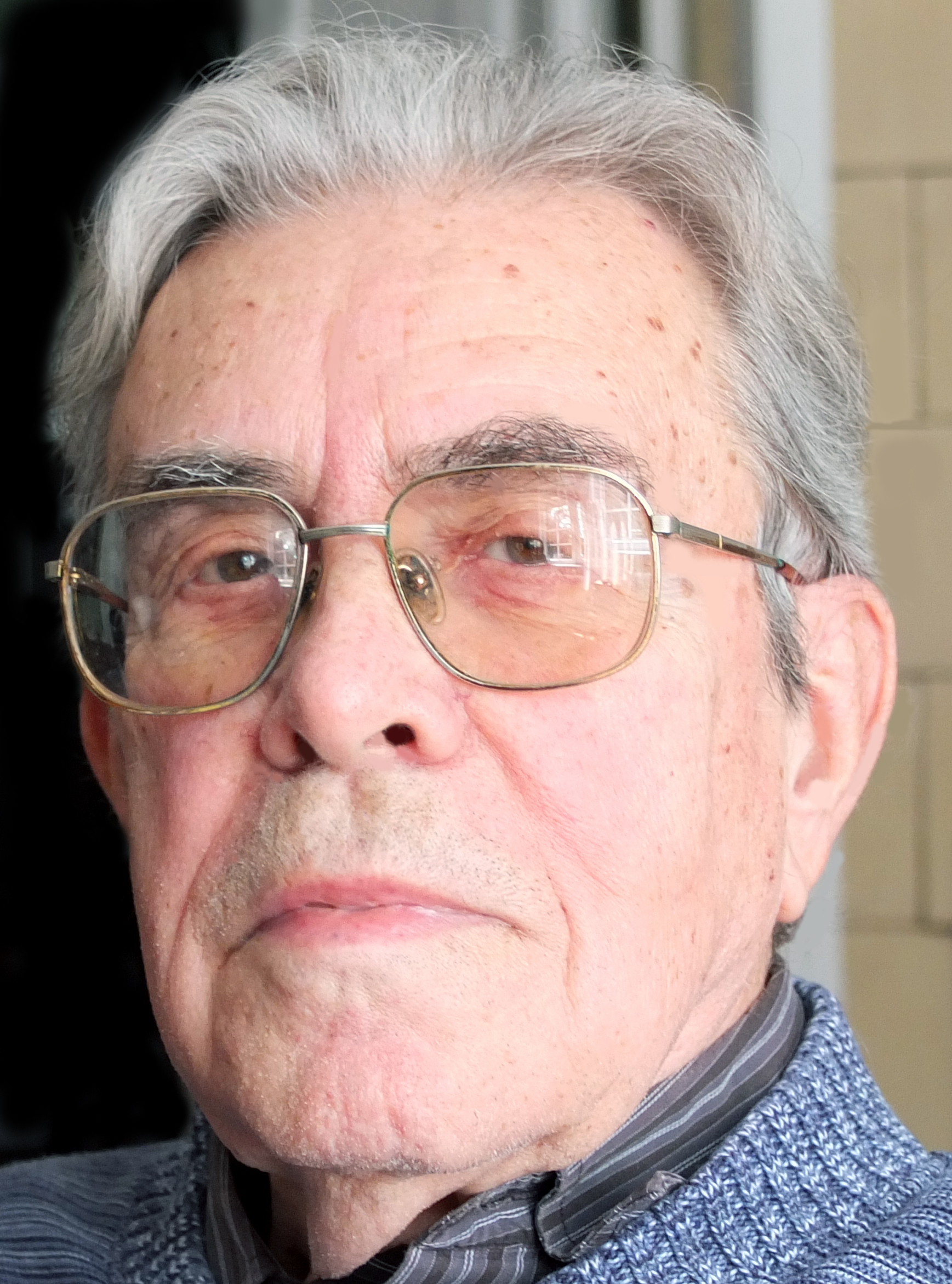
Dejan Despić

Dejan Despić (serbisch-kyrillisch Дејан Деспић; * 11. Mai 1930 in Belgrad, Königreich Jugoslawien; † 16. November 2024 ebenda, Serbien) war ein jugoslawischer bzw. serbischer Komponist, Autor, Musik-Theoretiker und Pädagoge.

## Werdegang
Dejan Despić studierte von 1950 bis 1955 Komposition bei Marko Tajčević und Dirigieren bei Mihailo Vukdragović an der Belgrader Musikakademie. Danach widmete er sich neben dem Komponieren der Didaktik.
Von 1956 bis 1965 unterrichtete er an der Musikschule „Mokranjac“ in Belgrad. Von 1965 bis 1999 war er Professor an der Belgrader Musikakademie, der heutigen (FMU) Fakultet Muzičke Umetnosti.
Er war von 1999 bis 2012 Leiter der Abteilung für Bildende Künste und Musik.
Dejan Despić war ordentliches Mitglied der Serbischen Akademie für Künste und Wissenschaften (SANU). Er verfasste etwa 240 Kompositionen, einschließlich der Oper Pop Ćira i pop Spira, sowie Lehrbücher für Musiktheorie, Harmonielehre, Harmonieanalyse und Orchestrierung für den schulischen und universitären Bereich. Zudem war er Autor wissenschaftlich-theoretischer Studien. Seine Werke sind seit 2013 beim Musikverlag Brandstätter, Köln, veröffentlicht.